# Mentiras piadosas (pel·lícula de 1987)
|  | Per a altres significats, vegeu «Mentiras piadosas (desambiguació)». |

Mentiras piadosas és una pel·lícula dramàtica mexicana dirigida per Arturo Ripstein i estrenada el 1987.

## Argument
Clara és una inspectora de sanitat i Israel és un marxant que ven herbes en un mercat de la Ciutat de Mèxic. Ambdós estan casats però decideixen abandonar a les seves parelles per viure junts. Però la gelosia, el remordiment i la desconfiança no els permetran viure en pau i acabaran trencant i prenent camins separats.

## Repartiment
- Delia Casanova: Clara Zamudio
- Alonso Echánove: Israel Ordóñez
- Luisa Huertas: Pilar
- Fernando Palavicini: Ramiro
- Ernesto Yañez: Matilde
- Guillermo Iván

## Premis i nominacions

### Premis
- Premi Ariel a la millor actriu per Delia Casanova
- Premi Ariel al millor actor per Alonso Echánove
- Premi Ariel a la millor actriu secundària per Luisa Huertas
- Premi Ariel a la millor fotografía per Angel Goded
- Círculo Precolombino de Oro al Festival de Cinema de Bogotà pel Millor disseny de producció per Juan José Urbini
- Círculo Precolombino de Oro al Festival de Cinema de Bogotà per Paz Garciadiego

### Nominacions
- Premi Ariel a la millor ambientació per Juan José Urbini
- Sant Jordi d'or en el Festival Internacional de Cine de Moscú per Arturo Ripstein